# Frank Wallace
Frank Valicenti, plus connu sous le nom de Frank « Pee Wee » Wallace (né le 15 juillet 1922 à Saint-Louis dans le Missouri et mort le 13 novembre 1979 dans la même ville) fut un joueur de football américain, qui jouait au poste de défenseur.

## Biographie
Wallace, né Frank Valicenti avant que famille ne change de nom lorsqu'il était jeune, est capturé pendant la Seconde Guerre mondiale par les Allemands et passe seize mois dans un camp de prisonniers. 

### Club
Il retourne ensuite à St. Louis et joue avec les Raftery durant la saison 1945-1946. Il est le troisième meilleur buteur de la St. Louis Major League durant la saison 1947-1948 lorsqu'il évolue avec les Steamfitters. Il passe ensuite dix saisons avec les St. Louis Simpkins-Ford.

### International
Joueur titulaire, il participe à la victoire historique des USA contre l'Angleterre (1-0), lors de la Coupe du Monde 1950 jouée au Brésil. 
En 2005 un film réalisé par David Anspaugh, Le Match de leur vie (The Game of Their Lives) retrace l'aventure de ce match historique. Frank Wallace y est joué par l'acteur britannique Jay Rodan.
Il est introduit au National Soccer Hall of Fame en 1976 et au St. Louis Soccer Hall of Fame en 1975